# Yu Hanchao
Dans ce nom chinois, le nom de famille, Yu, précède le nom personnel.
Yu Hanchao, né le 25 février 1987 à Dalian en Chine, est un footballeur international chinois. Il évolue au poste d'ailier.

## Biographie

### Carrière en club
Le 14 avril 2020, il est licencié par le Guangzhou Evergrande après son arrestation par la police locale pour avoir trafiqué sa plaque d'immatriculation afin d'échapper aux restrictions de circulation décidées en fonction des numéros de celles-ci.

### Carrière en équipe nationale
Yu Hanchao est convoqué pour la première fois en sélection par le sélectionneur national Gao Hongbo le 29 mai 2009 lors d'un match contre l'Allemagne. Il entre à la 83e minute à la place de Jiang Ning (en) (score final 1-1).
Il dispute une coupe d'Asie en 2015. Il joue enfin 5 matchs comptant pour les éliminatoires de la Coupe du monde 2014.
Au total, il compte 59 sélections et 9 buts avec l'équipe de Chine depuis 2009.

## Palmarès
- Liaoning Yuandong
  - Champion de League One (D2) en 2009

- Guangzhou Evergrande
  - Champion de Super League en 2014, 2015, 2016, 2017 et 2019
  - Vainqueur de la Ligue des champions de l'AFC en 2015
  - Vainqueur de la Coupe de Chine en 2016
  - Vainqueur de la Supercoupe de Chine en 2016, 2017 et 2018